# Wilson Macías
Wilson Homero Macías (Guayaquil, 30 settembre 1965) è un ex calciatore ecuadoriano, di ruolo difensore.

## Biografia
Una volta ritiratosi dal calcio giocato, si è trasferito in Carolina del Sud, dove si dedica all'attività di allenatore.

## Caratteristiche tecniche
Giocava come difensore centrale. Era forte fisicamente e deciso negli interventi.

## Carriera

### Club
La prima formazione di Macías fu il 5 de Agosto di Esmeraldas; nel 1980 vinse il titolo giovanile provinciale. Nel 1981 vinse il campionato giovanile di Guayas con il Filanbanco, la sua nuova società di appartenenza; nel 1982 venne inserito in prima squadra. Nel 1983 ottenne la promozione in seconda serie, e nel 1984 arrivò in Serie A. Sotto la guida del tecnico Luis Santibáñez Macías riuscì a giocare da titolare; nel 1986 venne ceduto all'Emelec. Dopo una stagione tornò al Filanbanco, e nel 1987 partecipò al miglior piazzamento della storia del club in massima serie, il secondo posto. Nel 1990 passò al Barcelona di Guayaquil, con cui arrivò, in quello stesso anno, in finale di Coppa Libertadores. Rimase nella società giallo-nera fino al 1995, vincendo la Serie A 1991; Macías fu poi ceduto alla LDU Portoviejo. Nel 1996 ebbe la sua prima esperienza all'estero: venne infatti acquistato dal Pohang Atoms, formazione della K-League, massima serie della Corea del Sud. Dopo una stagione fece ritorno al proprio Paese d'origine, firmando per il Deportivo Quevedo.

### Nazionale
Nel 1981 partecipò al Campionato sudamericano U-20; nel 1987 fu chiamato a partecipare al Torneo Pre-Olimpico CONMEBOL in Bolivia. Debuttò in Nazionale maggiore il 5 marzo 1987. Fu convocato per la prima volta per una competizione ufficiale in occasione della Copa América 1987. Esordì nella competizione il 2 luglio a Buenos Aires contro l'Argentina, giocando da titolare. Presenziò poi contro il Perù. Due anni più tardi fu nuovamente scelto per rappresentare il proprio Paese nel corso della Copa América. Disputò tutte e quattro le gare giocate dall'Ecuador, sempre da titolare e sempre per tutti i 90 minuti. Nel 1991 prese parte alla sua ultima Copa América. Durante la competizione, però, non fu mai impiegato. Giocò l'ultima gara in Nazionale il 25 giugno 1991.

## Palmarès

### Club

#### Competizioni nazionali
- Campionato ecuadoriano: 1

Barcelona: 1991